# Skepperia
Skepperia — рід грибів. Назва вперше опублікована 1857 року.